# Nikifor II (metropolita kijowski)
Nikifor – metropolita kijowski sprawujący urząd od ok. 1183 do co najmniej 1195.

## Życiorys
Pierwsze informacje o jego działalności pochodzą z 1183: w lipcu lub sierpniu tego roku dokonał postrzyżyn mniszych Wasilija, kapłana wybranego na przełożonego Monasteru Kijowsko-Pieczerskiego. Również w 1183 wyświęcił greckiego duchownego Mikołaja na biskupa rostowskiego, wbrew woli księcia Wsiewołoda, pragnącego wskazać na ten urząd własnego kandydata. W wynikłym między metropolitą i księciem konflikcie Nikifor ostatecznie ustąpił i 11 marca 1184 wyświęcił na biskupa rostowskiego wskazanego ihumena Łukasza, przenosząc Mikołaja na katedrę połocką.
W 1194 metropolita Nikifor przewodniczył ceremonii intronizacji wielkiego księcia kijowskiego Ruryka II Wasyla. Wielokrotnie występował jako rozjemca w sporach między książętami ruskim, zaś w latach 90. XII w. udało mu się doprowadzić do powołania eparchii riazańskiej. Być może również to on nakłaniał książąt ruskich do walki z atakującymi Bizancjum Połowcami. Zdaniem A. Poppego kierował metropolią kijowską co najmniej do 1195, a być może nawet do 1201. Datę 1201 jako moment zakończenia sprawowania przezeń urzędu wskazuje także Antoni Mironowicz.